# سریوان عاشقان
سریوان عاشقان، روستایی از توابع بخش مرکزی شهرستان بجنورد در استان خراسان شمالی ایران است.

## جمعیت
این روستا در دهستان بدرانلو قرار دارد و براساس سرشماری مرکز آمار ایران در سال ۱۳۸۵، جمعیت آن ۱۹۱ نفر (۵۴خانوار) بوده‌است.

## زبان
مردم سریوان عاشقانه‌ کرد هستند و به زبان کردی حرف می زنند.